# Кучета (филм)
„Кучета“ е драма от 2016 г. е по сценарий и режисура а Богдан Мирица. Той е копродукция между Румъния, Франция, България, Катар и Русия. Оператор е Андрей Бутица, а музиката във филма е на Кодрин Лазар и Сорин Романеску.

## Сюжет
Роман е млад мъж от Букурещ. Той заминава за селата близо до границата с Украйна с намерението да продаде голямата, но напълно запустяла земя, която е наследил от дядо си. Старият Хогас, който е местен полицай, го предупреждава, че дядо му е оглавявал местните бандити и неговите момчета, днес водени от жестокия и харизматичен Самир, няма да се откажат от земята и нелегалния си бизнес – не и без битка. Роман не се стряска и тримата мъже се сблъскват в своеобразен триъгълник на жестокост.

## Любопитно
Кучета е дебютният пълнометражен филм на Богдан Мирица. Това е личен проект, вдъхновен от истински събития, случили се в детството на режисьора.

## Актьорски състав
- Драгош Букур – Роман
- Георге Вису – Хогаш
- Влад Иванов – Самир
- Костел Кашкавал – Пила
- Констатин Кожокару – Nea Epure
- Ралука Апроду – Илинца
- Каталин Параскив – агент Ана
- Емилиян Опря – Себи Войку
- Валери Йорданов – Леонид
- Ела Йонеску – Мара
- Корнелиу Козмей – Nea Terente
- Каролин Бера – Сидония
- Мириам Маринча – Луиза
- Думитру Стегареску – Aркадия
- Манол Герушин – Теди Гутман
- Йоахим Чобану – Таран Танар
- Андрей Чопек – ескадрон
- Мариус Бардасан – Nea Toader
- Чиприан Мистреану – Попика
- Теодор Кьорбан – ветеринар

## Награди
- Наградата на ФИПРЕССИ – (Кан, Франция, 2016)
- Най-добър филм – (Трансилвания, Румъния, 2016)
- Почетен диплом на журито – (Сараево, Босна и Херцеговина, 2016)
- Награда „Сърцето на Сараево“ за най-добър актьор (Георге Вису) – (Сараево, Босна и Херцеговина, 2016)
- Най-добро операторско майсторство – (Стокхолм, Швеция, 2016)